# Hans Larsson (industriman)
Hans Larsson, född 21 februari 1942 i Varberg, är en svensk företagsledare.
Hans Larsson är son till John Larsson och Margit Silvén. Han studerade vid Lunds universitet och blev fil. kand. 1967. Han arbetade vid Götaverken 1972-78, det sista året som vice verkställande direktör. Han var därefter vice verkställande direktör och verkställande direktör på Swedish Match 1978-89. VD på Esselte 1989-91 och VD på Nordstjernan AB 1992-99 .
Han har varit ordförande i ett stort antal antal svenska företagsstyrelser, bland annat styrelsen för Svenska Handelsbanken 2008-13.